# Drágffy Mária kelengyelajstroma

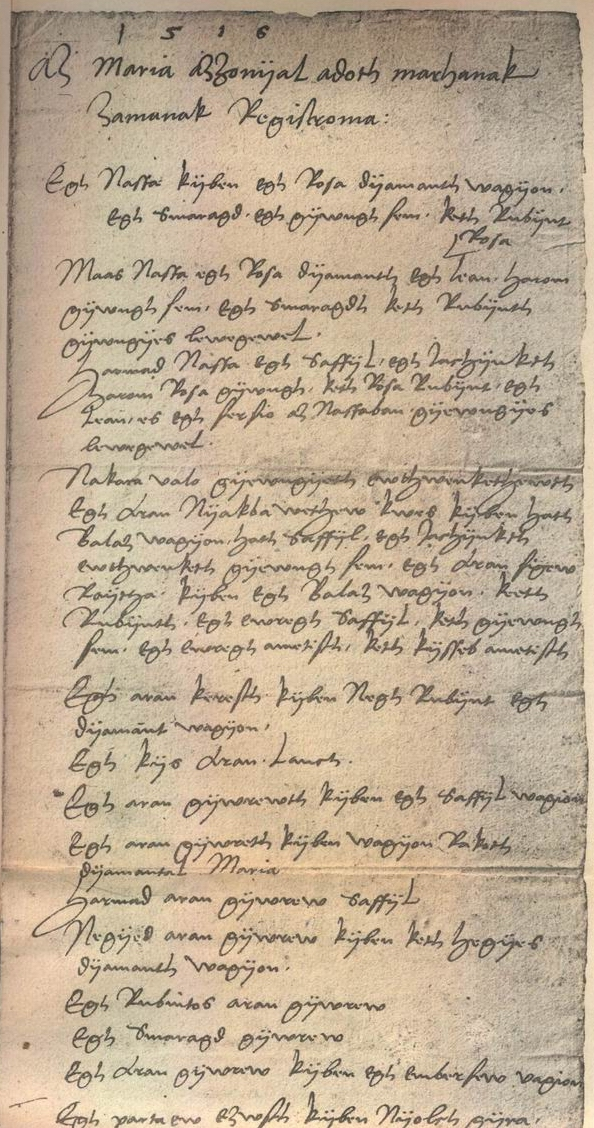
Drágffy Mária 1516-os kelengyelajstroma első oldalának felső része

Drágffy Mária kelengyelajstroma az Országos Levéltárban őrzött, 1516-ban íródott magyar nyelvű oklevél, kiemelkedő nyelvemlék.
A Drágffy család tagja, Drágffy Mária kelengyelajstromát, melyben ruhaneműk és ékszerek szerepelnek, bátyja, Drágffy János írta, és a dokumentumon is az ő pecsétje található. A közöttük meglévő rokoni kapcsolat utóbbi végrendeletéből állapítható meg.
A dokumentum szövege háromhasábos, a viaszpecsét sérült, de a család neve felismerhető.